# Enrique IV de Francia
Enrique de Borbón (en francés: Henri IV; Pau, 13 de diciembre de 1553-París, 14 de mayo de 1610) fue rey de Navarra con el nombre de Enrique III entre 1572 y 1610 y rey de Francia como Enrique IV entre 1589 y 1610. Fue el primer monarca de Francia proveniente de la casa de Borbón, una rama cadete de la dinastía de los Capetos. De igual forma, fue copríncipe de Andorra entre 1572 y 1610. Enrique equilibró pragmáticamente los intereses de los partidos católico y protestante en Francia, así como entre los Estados europeos. Fue asesinado en 1610 por un fanático católico, y le sucedió su hijo Luis XIII.
Enrique fue bautizado en el catolicismo, pero su madre le educó en la fe protestante. A la muerte de su madre, heredó el trono de Navarra en 1572. Como hugonote (protestante, calvinista), Enrique participó en las Guerras de religión francesas, escapando por poco de ser asesinado en la masacre del día de San Bartolomé. Posteriormente lideró las fuerzas protestantes contra el ejército real francés. Enrique heredó el trono de Francia en 1589 a la muerte de Enrique III. Enrique IV mantuvo inicialmente su fe protestante (el único rey francés en hacerlo) y tuvo que enfrentarse a la Liga Católica, que se negaba a aceptar a un monarca protestante. Tras cuatro años de estancamiento militar, Enrique se convirtió al catolicismo, afirmando según se dice que: «París bien vale una misa». Como político pragmático, promulgó el Edicto de Nantes (1598), que garantizaba libertades religiosas a los protestantes, con lo que puso fin de hecho a las Guerras de religión francesas.
Gobernante activo, Enrique trabajó para regularizar las finanzas del Estado, promover la agricultura, eliminar la corrupción y fomentar la educación. Dio inicio con éxito a las primeras colonizaciones francesas en América. Promovió el comercio y la industria, y dio prioridad a la construcción de carreteras, puentes y canales para facilitar la comunicación dentro de Francia y fortalecer la cohesión del país. Estos esfuerzos estimularon el crecimiento económico y mejoraron el nivel de vida.
Si bien el Edicto de Nantes trajo la paz religiosa a Francia, algunos católicos de línea dura así como algunos hugonotes seguían descontentos, lo que provocó brotes ocasionales de violencia y conspiraciones. Enrique IV también se enfrentó a la resistencia de ciertas facciones nobiliarias que se oponían a sus políticas de centralización, lo que provocó inestabilidad política.
Su principal éxito en política exterior fue la Paz de Vervins en 1598, que puso paz en el largo conflicto con España. Formó una alianza estratégica con Inglaterra. También forjó alianzas con estados protestantes, como la República Neerlandesa y varios estados alemanes, para contrarrestar a las potencias católicas. Sus políticas contribuyeron a la estabilidad y al protagonismo de Francia en los asuntos europeos.
A menudo es considerado por los franceses como el mejor monarca que ha gobernado su país, siempre intentando mejorar las condiciones de vida de sus súbditos. Se le atribuye la frase «Un pollo en las ollas de todos los campesinos, todos los domingos», que simplifica perfectamente su política de hacer feliz a su pueblo, no solo con poder y conquistas, sino también con paz y prosperidad. Es el referente de los monárquicos franceses, los cuales realizan cada año un homenaje frente a su estatua del Pont Neuf (Puente Nuevo) de París el aniversario de su entrada a la ciudad (22 de marzo).
Le fue dedicada la marcha «Vive Henri IV» («Viva Enrique IV»), que llegó a ser el himno de facto del reino y el de iure durante la Restauración, y es conocida aún hoy día por los franceses.

## Nacimiento, primer matrimonio y ascenso al trono de Navarra

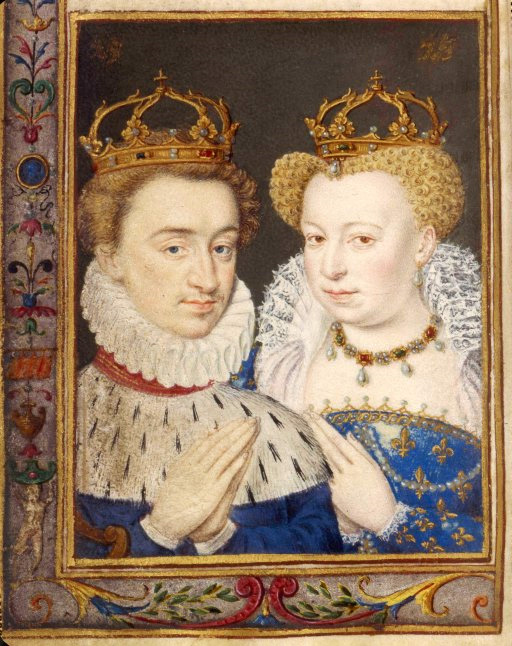
Enrique y Margarita de Valois, reyes de Navarra.

Hijo de Antonio de Borbón, duque de Vendôme y Borbón, y de la reina de Navarra, Juana de Albret, fue bautizado católico pero educado por su madre en la fe calvinista. Su padre murió en 1562 y él lo sucedió como duque de Vendôme y de Borbón. Combatió en el bando hugonote (protestante) durante la tercera guerra de religión francesa. La guerra terminó con la paz de Saint-Germain (1570), con la que se pretendía alcanzar la reconciliación entre los dos bandos católico y hugonote. Como parte de este plan, se decidió su matrimonio con Margarita de Valois, hermana del rey Carlos IX de Francia. El matrimonio tuvo lugar el 18 de agosto de 1572 en contra de sus deseos. Ese mismo año, se convirtió en Enrique III de Navarra, sucediendo a su madre, la reina Juana de Albret, fallecida cuando precisamente iba de camino a París para asistir a la boda de su hijo.

## Matanza de San Bartolomé

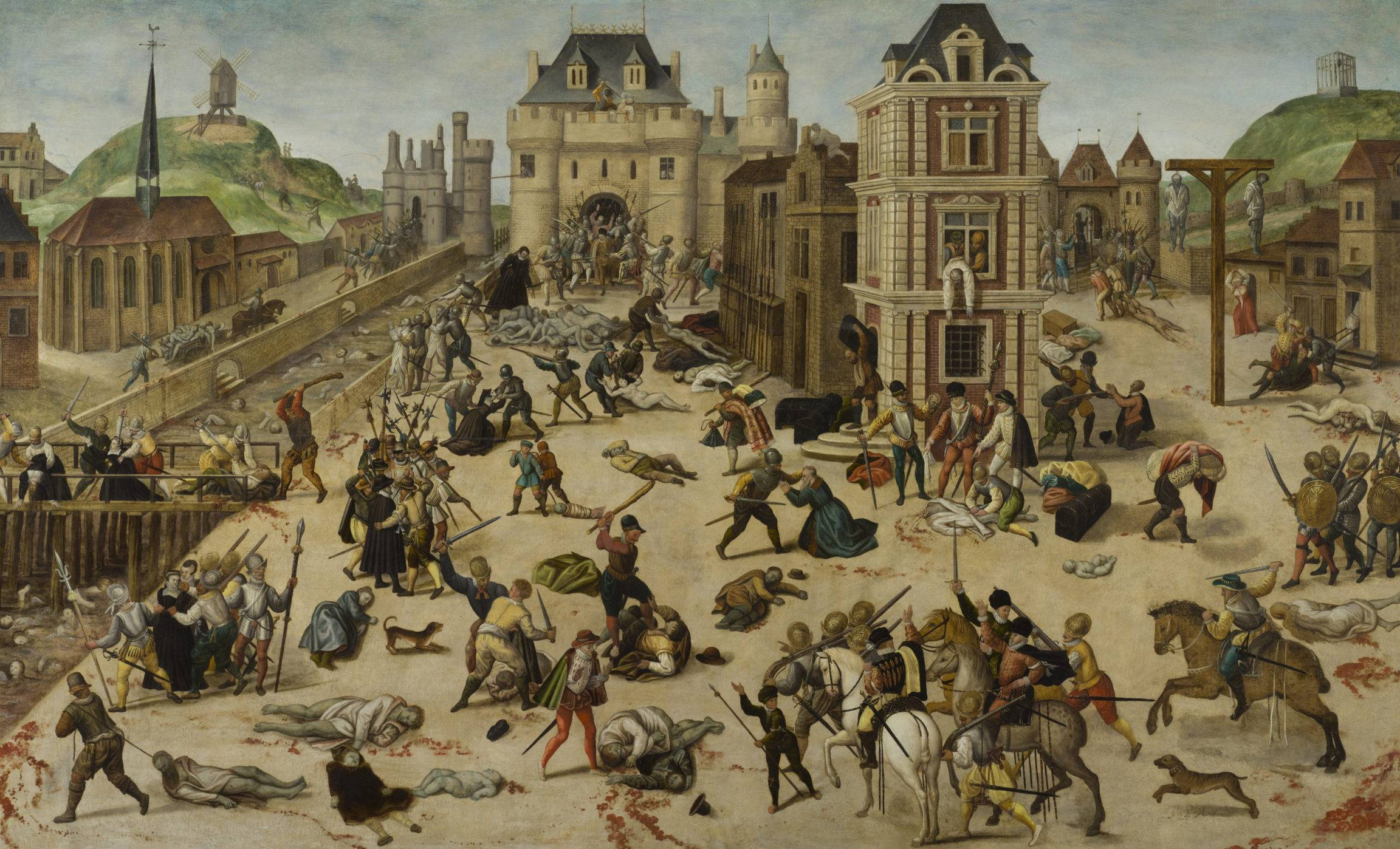
Masacre de la noche de San Bartolomé.

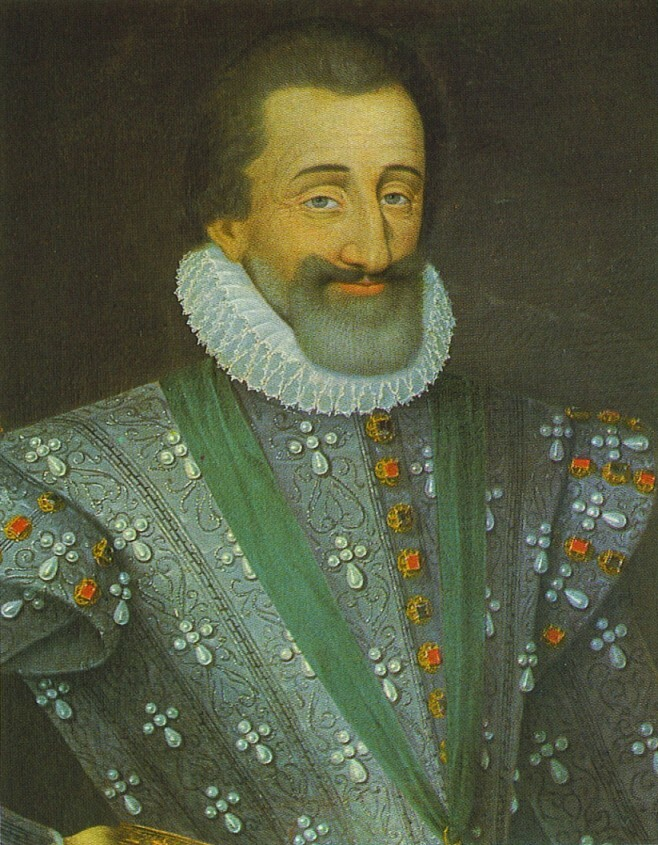
Enrique IV de Francia y Navarra.

El matrimonio no solo no era deseado por los novios, tampoco lo era por el papa Gregorio XIII que no autorizó la boda, ni por el pueblo francés. París se convulsionó durante días llevando incluso a la huida del gobernador y el asesinato de Gaspar de Coligny, que finalmente revoluciona la ciudad. Sin embargo, una semana después de la boda, los extremistas católicos rompieron todo entendimiento y se produce el hecho conocido como Matanza de San Bartolomé contra los hugonotes. Se dice que la orden fue dada por Catalina de Médici por temor al poder de los hugonotes y que Carlos IX aceptó matar a los cabecillas, pero sin tocar a Enrique III de Navarra, ni a su primo Enrique I de Borbón Príncipe de Condé.
Durante la noche del 24 de agosto de 1572, los nobles protestantes fueron sacados del Palacio del Louvre y masacrados en las calles. Los asesinatos se extendieron a todos los protestantes y múltiples ciudades de Francia durante varios meses. 
Salvado de los asesinatos debido a su condición de príncipe de sangre, Enrique se vio obligado a convertirse al catolicismo unas semanas más tarde. Asignado a la residencia en la corte de Francia, se vinculó políticamente con el hermano del rey Francisco de Anjou y participó en el sitio de La Rochelle (1573), ordenado por el rey católico Carlos contra la ciudad protestante de La Rochelle.
Después de su participación en los complots de los Malcontents, a comienzos de 1574, fue hecho prisionero en el Castillo de Vincennes. La clemencia del rey le ahorró la pena de muerte, pero permaneció detenido en el tribunal. En la subida al trono de Enrique III, recibió un nuevo indulto del rey en Lyon y participó en la ceremonia de su coronación en Reims.
Después de pasar más de tres años como rehén en la corte, aprovechó los problemas de la quinta guerra de religión para huir, en febrero de 1576. Habiéndose unido a sus partidarios, regresó al protestantismo, abjurando del catolicismo. Apoya naturalmente la causa de los Malcontents (asociación de católicos y protestantes moderados contra el gobierno), pero animado por un espíritu moderado, no se lleva bien con su primo, el conde de Condé, que lucha celosamente por el triunfo de la fe protestante. En 1577, participó tímidamente en la Sexta Guerra de Religión, liderada por su primo.

## Candidatura y ascenso al trono francés

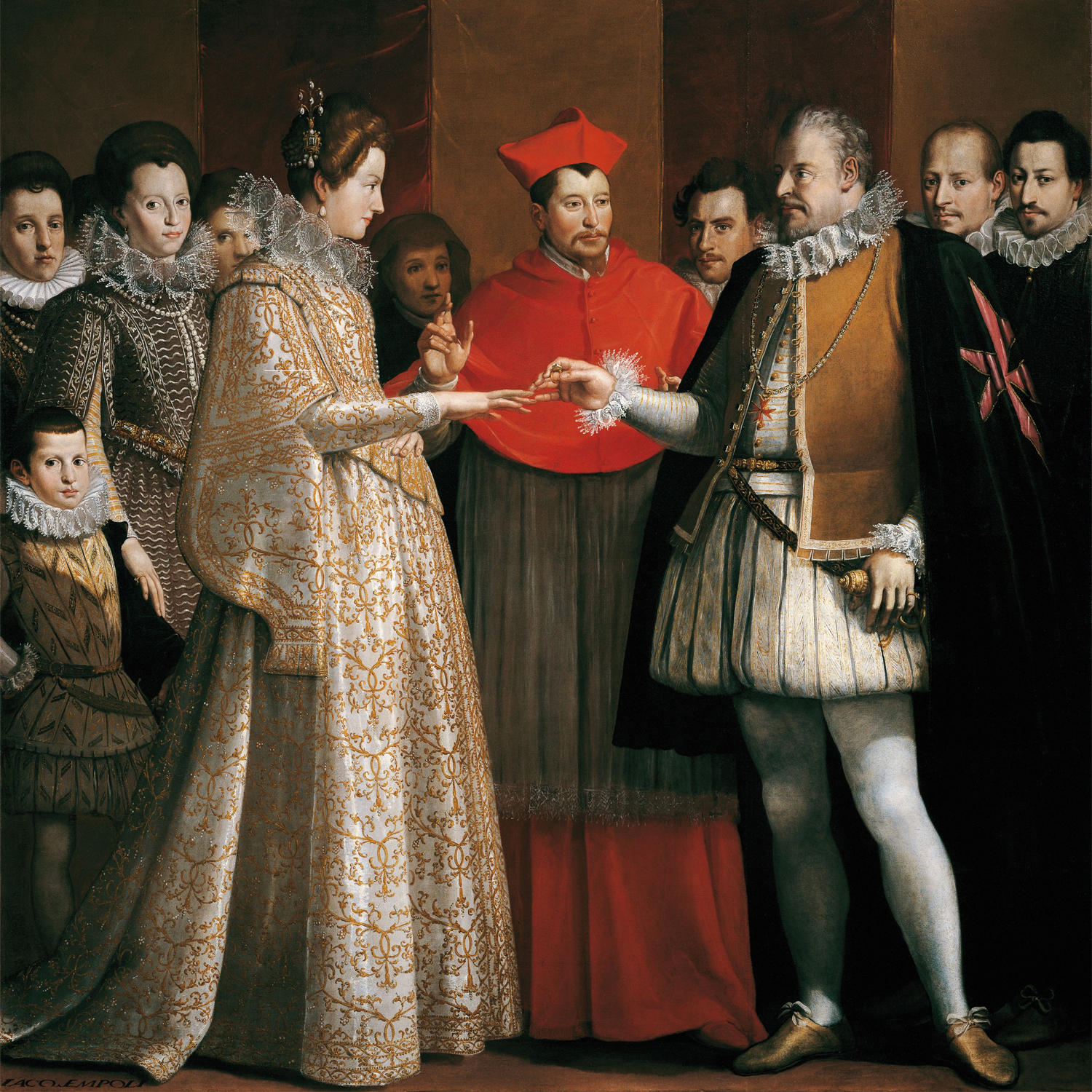
Nupcias de María de Médici con Enrique IV de Francia, en 1600, Jacopo Chimenti).

Tras la muerte de Carlos IX asumió el trono su hermano Enrique III, católico como su antecesor, pero la muerte de Francisco de Alençon en 1584, hermano y heredero del rey, convirtió a Enrique de Navarra en el legítimo heredero de Francia, lo que Enrique III debió admitir, pues sus hermanas estaban fuera de la sucesión por la Ley sálica. En cualquier caso, el 30 de abril de 1589, Enrique de Navarra se reconcilió con Enrique III, quien le reconoció como su sucesor, y por lo tanto se convirtió en heredero de la Corona francesa.
El protestantismo de Enrique llevó a la que sería conocida como la Guerra de los Tres Enriques. Enrique I de Guisa se negaba a que Francia fuese gobernada por un hugonote, así que Enrique III de Francia lo mandó asesinar temiendo el poder de este. La perspectiva de tener un rey protestante era inaceptable para el partido católico (la llamada Liga Católica).

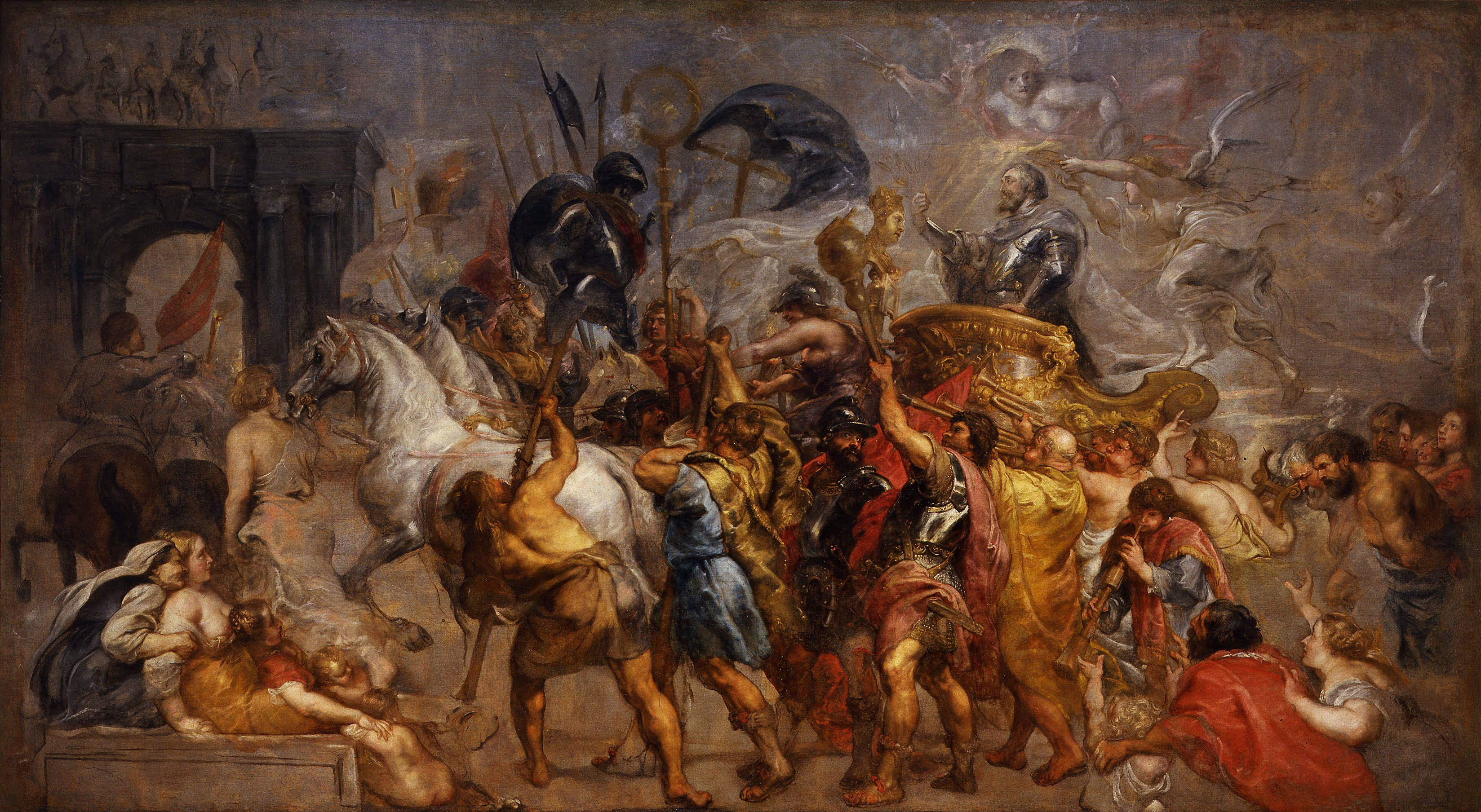
Entrada triunfal de Enrique IV en París, por Rubens.

Al poco tiempo, el rey es asesinado también en venganza por el asesinato de Enrique de Guisa. La muerte de Enrique III de Francia el 2 de agosto de 1589 hizo recaer formalmente la Corona francesa sobre la cabeza de Enrique de Navarra, pero solo fue reconocido como rey por los hugonotes. La Liga Católica, el papa, Carlos Manuel I de Saboya, Carlos III de Lorena y Felipe II de España se negaron a reconocerlo como rey de Francia en razón de su adscripción al protestantismo y propusieron al cardenal Carlos de Borbón (que reinaría como Carlos X de Francia). En tales condiciones, la Liga –reforzada por la ayuda de España– lo obligó a retirarse al sur del país y a convencerse de que tendría que acceder al trono por la fuerza de las armas. Aunque los protestantes consiguieron significativas victorias en las batallas de Coutras (1587), Arques (1589) e Ivry (1590), Enrique no pudo tomar París ante la intervención española al mando de Alejandro Farnesio.
Sin embargo, la intervención de Felipe II de España en los asuntos franceses (Felipe II, además de oponerse totalmente a que un protestante ocupara el trono de Francia, deseaba que su hija accediera al trono, ya que Isabel Clara Eugenia era nieta de Enrique II de Francia, por tanto sobrina de Francisco II de Francia, Carlos IX y Enrique III) dividió a los partidarios de la Liga Católica, facilitando finalmente a Enrique el acceso efectivo al trono francés con la condición de que abjurara, una vez más, del protestantismo.
Tras infructuosos esfuerzos, Enrique no logró hacerse con París y, en un acto de realismo político, dio ese paso el 25 de julio de 1593 convirtiéndose al catolicismo, momento en que se le atribuye la célebre frase:

Paris vaut bien une messe
París bien vale una misa.

## Su reinado

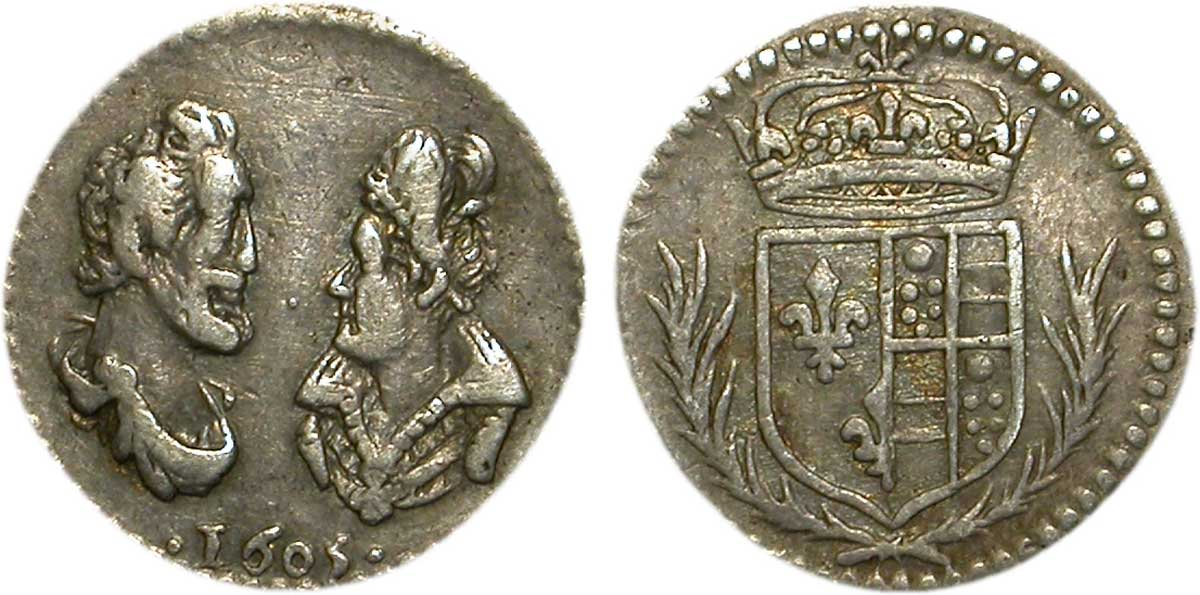
Enrique IV con Maria de Médicis.

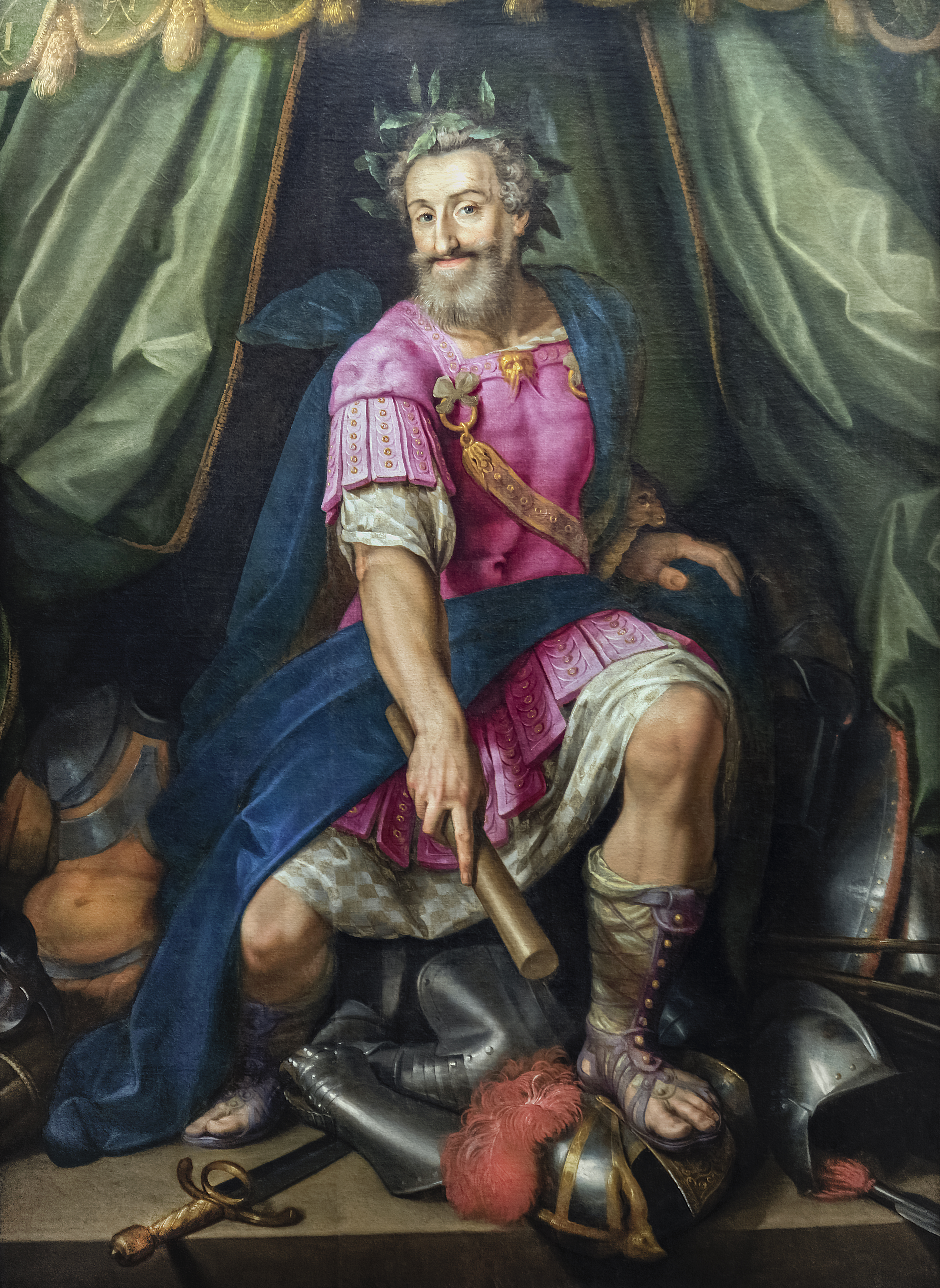
Enrique IV, Fundador de la dinastía borbónica en Francia.

Enrique IV fue coronado rey de Francia en la catedral de Chartres el 27 de febrero de 1594 y entró en París el 22 de marzo de ese mismo año. Sin embargo, hasta los acuerdos de 1598 mantuvo una guerra con los españoles para acabar con los últimos reductos de la Liga Católica y para rechazar los ataques españoles. Ese año firma la paz con España (Paz de Vervins), por la que Felipe II renuncia a intervenir en los asuntos franceses y reconoce la legitimidad del monarca.
La tan esperada tolerancia religiosa hacia los hugonotes es decretada por el Edicto de Nantes (1598) y fue acompañada del reconocimiento del catolicismo como religión del Estado y de una política de reconciliación basada en la renuncia a toda revancha o depuración; con ello puso fin a los conflictos religiosos que asolaban el país desde mediados del siglo XVI y consolidó la corona.
El 17 de diciembre de 1600 se casó, en segundas nupcias, con la princesa italiana María de Médici, que le daría seis hijos.
En 1601 firma la paz con el duque de Saboya, último soberano que tenía reticencias a reconocerle como rey legítimo de Francia.
A partir de 1598, y para consolidar la corona, restauró la autoridad real. No admitió primer ministro, dejó de convocar los Estados Generales, redujo la influencia de los parlamentos y controló el acceso a los puestos de la administración y la corte. Adoptó políticas y emprendió proyectos de todo tipo para mejorar la vida de sus súbditos, lo que le convertiría en uno de los gobernantes más populares del país.
En ese período, Francia vivió un importante avance económico que se extendió más allá de sus fronteras. Financió varias expediciones de Pierre Dugua, sieur de Mons y Samuel de Champlain a Norteamérica, de forma que, durante su reinado, se fundaron las primeras colonias francesas en Canadá. Durante su reinado, además, fue nombrado el primer Ministro de Relaciones Exteriores de la historia, Louis de Revol.

## Asesinato

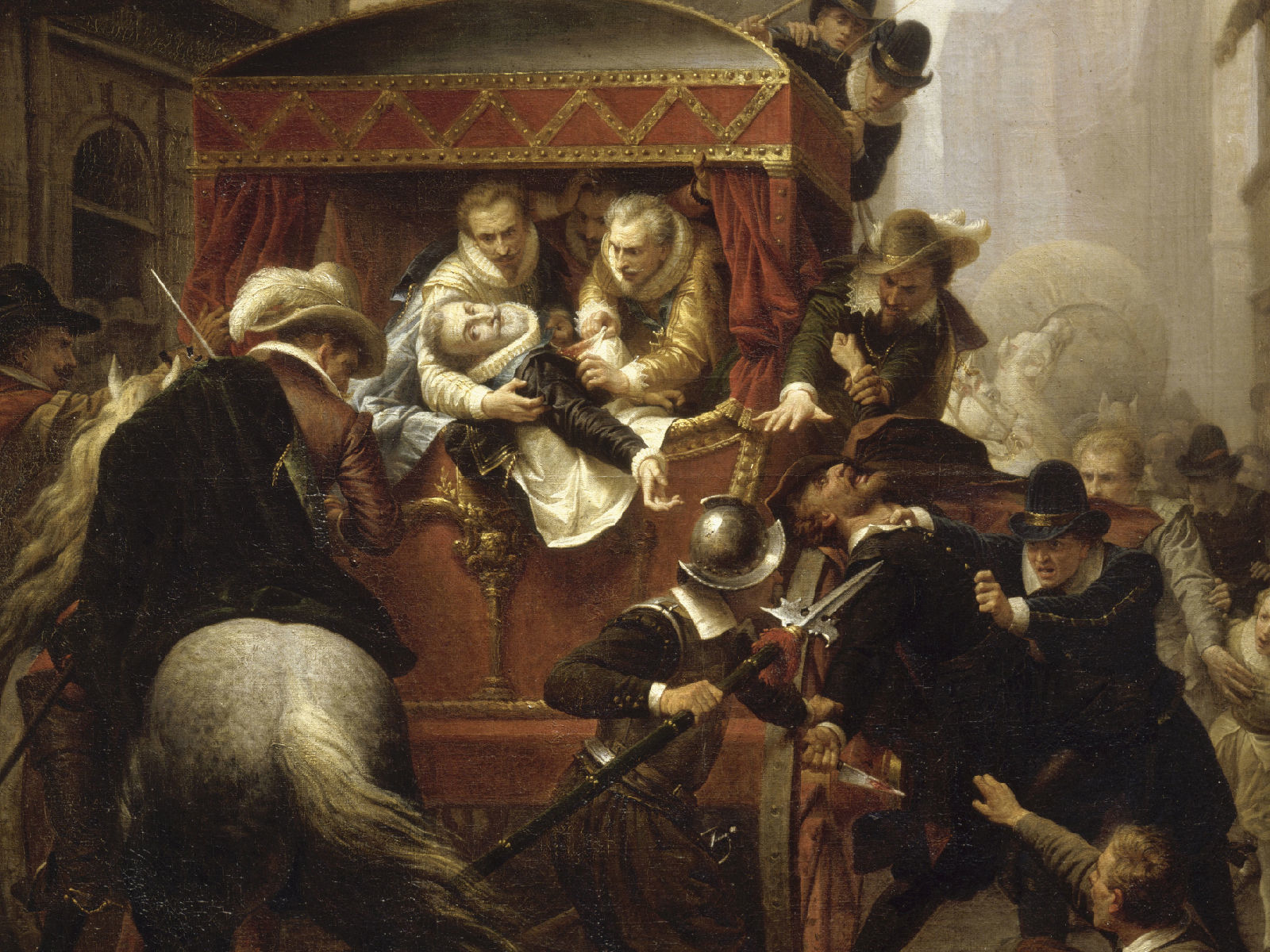
El asesinato de Enrique IV según pintura de Gustave Charles Housez.

Enrique IV fue un hombre compasivo y amado por su pueblo, pero también fue odiado por aquellos que se oponían a su política religiosa. Enrique fue objeto de al menos doce intentos de asesinato, incluyendo uno de Pierre Barrière en agosto de 1593, y otro de Jean Châtel en diciembre de 1594.
Hubo varias tentativas de asesinato en las calles de París, como la de Châtel (1594), hasta que el 14 de mayo de 1610 el fanático católico François Ravaillac acabó con su vida, después de intentar hablar con el monarca con la intención de evitar que Francia entrase en guerra contra los católicos Habsburgo durante la crisis de la sucesión de Juliers-Cléveris. Enrique IV venía de visitar a Sully, su ministro de Finanzas que estaba enfermo, con el que tenía una gran amistad. Salió en su carruaje, atravesó una calle pequeña, en la cual había dos carretas que le impedían el paso; de una de las carretas salió el asesino, que le asestó dos puñaladas mortales.
Fue sucedido por su hijo, Luis XIII de Francia, el cual durante su minoría de edad, hasta 1617, estuvo bajo la regencia de su madre, la reina María de Médici.
Cuatro años después de su muerte se erigió una estatua en su honor en París; durante la Revolución Francesa fue destruida, pero fue la primera en ser reconstruida en 1818. Su nombre avivó la restauración de la monarquía en Francia y la pieza musical «Vive Henri IV» incluso fue usada como himno oficioso durante la restauración borbónica y aún reivindicada por movimientos monárquicos.

## Aparición de la cabeza

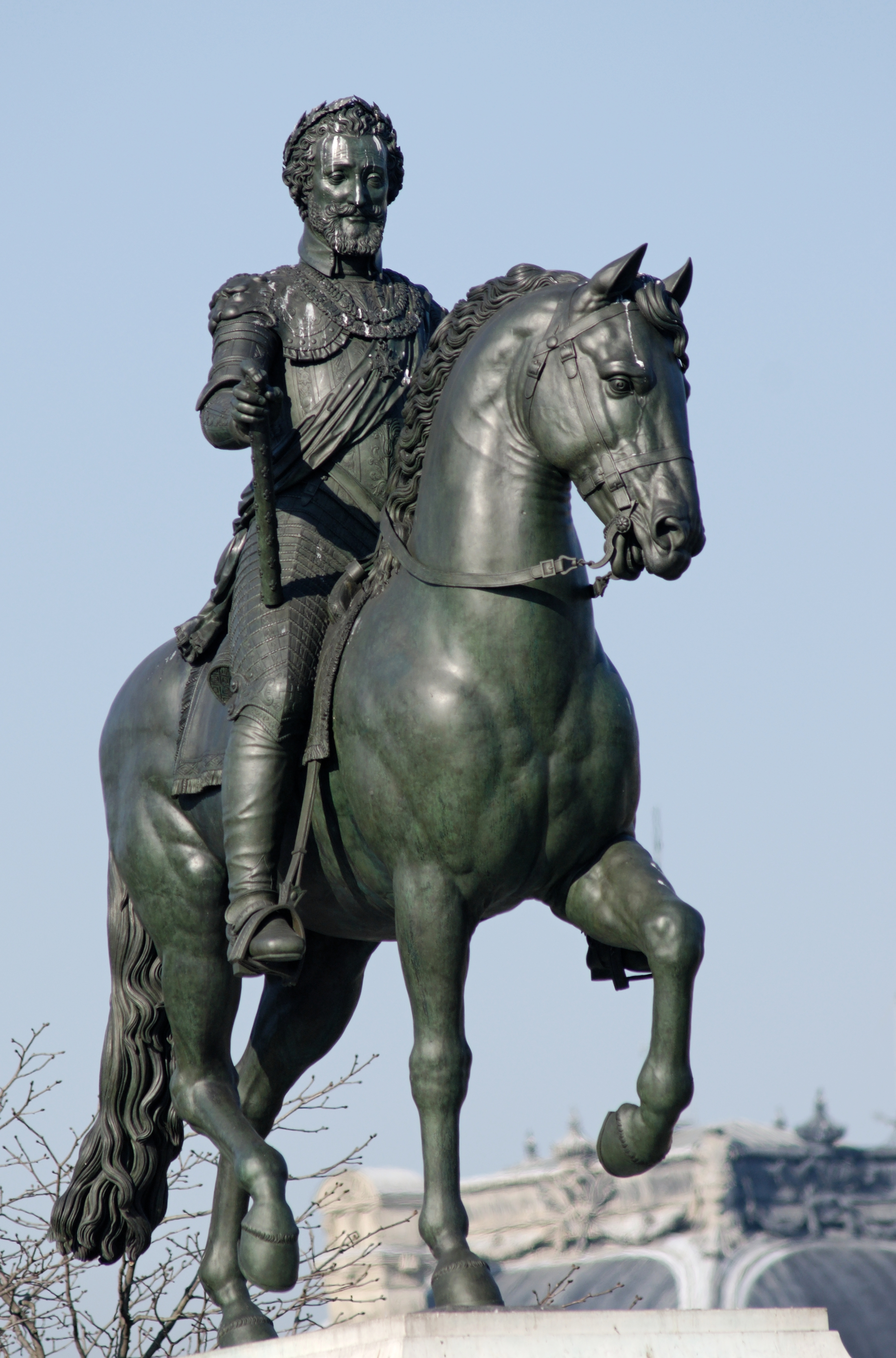
Estatua de Enrique IV en el Pont Neuf, París.

En 1793, durante la Revolución francesa, los cuerpos de los reyes, reinas, príncipes, princesas y nobles inhumados en la basílica de Saint-Denis fueron extraídos de sus féretros, profanados y enterrados en una fosa común fuera del edificio. El cuerpo de Enrique IV se encontró en buen estado (ya que fue momificado «a la italiana»), y fue expuesto durante varios días al público, sufriendo todo tipo de mutilaciones, entre ellas la de la cabeza.
Cuando en 1817 el rey Luis XVIII decidió restaurar las capillas mortuorias y devolver los restos reales a su emplazamiento original, se encontró con que tres cuerpos carecían de cabeza, uno de ellos, el de Enrique IV.
No se supo del paradero de la cabeza hasta 1919, cuando Joseph-Émile Bourdais la adquirió por 3 francos en una subasta. Bourdais aseguraba a todo el mundo que la reliquia era realmente la cabeza momificada de Enrique IV, pero nadie le creyó, ni tan siquiera el Museo del Louvre, que la rechazó. Bourdais murió, y su hermana custodió la reliquia hasta que se la vendió por 5000 francos a Jacques Bellanger, quien la mantuvo oculta en su casa. Unos periodistas, con la colaboración de Jean-Pierre Babelon (presidente de la Sociedad Enrique IV), lograron localizar al ya jubilado Bellanger, quien, tras varios meses, confesó que tenía la reliquia y accedió a cederla para una investigación científica, la cual, se informó, comprobaba la autenticidad de la cabeza, PMID 23283403. En consecuencia, Bellanger pidió que la cabeza fuera entregada a Luis Alfonso de Borbón, supuesto heredero de la dinastía, quien solicitó su inhumación en la Basílica de Saint Denis.
Esta autenticación, sin embargo, fue impugnada por numerosos expertos, tanto historiadores como genetistas y antropólogos. En 2013, un artículo científico publicado en el European Journal of Human Genetics, co-firmado por los genetistas Maarten Larmuseau y Jean-Jacques Cassiman de la Universidad Católica de Lovaina, así como por el historiador Philippe Delorme, quiso demostrar que esta «reliquia» no es auténtica.

## Matrimonio e hijos
El 18 de agosto de 1572, contrajo matrimonio con Margarita de Valois. No fue nunca feliz y se separaron antes de su ascenso al trono, en 1589, sin haber tenido hijos. El matrimonio fue anulado en 1599.
Su siguiente matrimonio fue con María de Médici el 17 de diciembre de 1600. Tuvieron seis hijos:
| Nombre                              | Nacimiento               | Fallecimiento            | Notas |
| ----------------------------------- | ------------------------ | ------------------------ | --- |
| Luis XIII, rey de Francia y Navarra | 27 de septiembre de 1601 | 14 de mayo de 1643       | Casado con Ana de Austria (1601-1666) en 1615. Tuvieron hijos. |
| Isabel, hija de Francia             | 22 de noviembre de 1603  | 6 de octubre de 1644     | Casada con Felipe IV, rey de España (1605-1665) en 1615. Tuvo hijos.                                                                                                   |
| Cristina María, hija de Francia     | 12 de febrero de 1606    | 27 de diciembre de 1663  | Casada con Víctor Amadeo I, duque de Saboya (1587-1637) en 1619. Tuvo hijos.                                                                                           |
| Nicolás Enrique, duque de Orleans   | 16 de abril de 1607      | 17 de noviembre de 1611  | Falleció joven. No tuvo hijos. |
| Gastón, duque de Orleans            | 25 de abril de 1608      | 2 de febrero de 1660     | Casado primero con María de Borbón, duquesa de Montpensier (1605-1627) en 1626. Tuvo una hija. Casado después con Margarita de Lorena (1615-1672) en 1632. Tuvo hijos. |
| Enriqueta María, hija de Francia    | 25 de noviembre de 1609  | 10 de septiembre de 1669 | Casada con Carlos I, rey de Inglaterra (1600-1649) en 1625. Tuvo hijos.                                                                                                |

### Hijos ilegítimos
Adicionalmente, Enrique IV tuvo por lo menos once hijos ilegítimos.
Con Gabrielle d'Estrées:
| Nombre                            | Nacimiento | Legitimado | Fallecimiento | Notas |
| --------------------------------- | ---------- | ---------- | ------------- | --- |
| César de Borbón, duque de Vendôme | 1594       | 1596       | 1665          | Casado con Francisca de Mercoeur, con la que tuvo un hijo. En 1626, participó en un complot contra el cardenal Richelieu. Fue capturado y estuvo en prisión tres años. En 1641 fue acusado de conspirar en su contra y se fue a Inglaterra. |
| Catalina Enriqueta de Borbón      | 1596       | 1598       | 1663          | Casada con Duque Carlos II de Elboeuf. |
| Alejandro, Chevalier de Vendôme   | 1598       | 1599       | 1629          | Murió encarcelado en el castillo de Vincennes, al participar en la conspiración de Chalais |

Con Catalina Enriqueta de Balzac d'Entragues, marquesa de Verneuil:
| Nombre                                                    | Nacimiento | Legitimado | Fallecimiento | Notas                                                                     |
| --------------------------------------------------------- | ---------- | ---------- | ------------- | ------------------------------------------------------------------------- |
| Gastón Enrique, duque de Verneuil                         | 1601       | 1603       | 1682          | Casado con Carlota Seguier, hija de Pedro Séguier, duque de Villemor.     |
| Gabriela Angélica, conocida como mademoiselle de Verneuil | 1603       |            | 1627          | Casada con Bernardo de Nogaret de Foix, duque de La Valette y de Epernon. |

Con Jacqueline de Bueil, condesa de Moret (1580-1651):
| Nombre                  | Nacimiento | Legitimado | Fallecimiento | Notas               |
| ----------------------- | ---------- | ---------- | ------------- | ------------------- |
| Antonio, conde de Moret | 1607       | 1608       | 1632          | Abad de San Esteban |

Con Carlota des Essarts, condesa de Romorantin:
| Nombre          | Nacimiento | Legitimado | Fallecimiento | Notas                   |
| --------------- | ---------- | ---------- | ------------- | ----------------------- |
| Juana Bautista  | 1608       | 1608       | 1670          | Abadesa de Fontevrault. |
| María Enriqueta | 1609       |            | 1629          | Abadesa de Chelles.     |

## Ancestros
| \| \| \| \| \| \| \| \| \| \| \| \| \| \| \| \| \| \| \| \| 16. Juan VIII de Vendôme \| \| \| \| \| \| \| \| \| \| \| \| \| \| \| \| \| \| \| \| \| \| \| \| \| \| \| \| \| \| \| \| \| \| \| \| \| \| \| \| \| \| \| \| \| \| \| \| \| \| \| \| \| \| 8. Francisco de Vendôme \| \| \| \| \| \| \| \| \| \| \| \| \| \| \| \| \| \| \| \| \| \| \| \| \| \| \| \| \| \| \| \| \| \| \| \| \| \| \| \| \| \| \| \| \| \| \| \| \| \| \| \| \| \| 17. Isabel de Beauvau \| \| \| \| \| \| \| \| \| \| \| \| \| \| \| \| \| \| \| \| \| \| \| \| \| \| \| \| \| \| \| \| \| \| \| \| \| \| \| \| \| \| \| \| \| \| \| \| \| \| \| \| \| \| 4. Carlos IV de Borbón \| \| \| \| \| \| \| \| \| \| \| \| \| \| \| \| \| \| \| \| \| \| \| \| \| \| \| \| \| \| \| \| \| \| \| \| \| \| \| \| \| \| \| \| \| \| \| \| \| \| \| \| \| \| 18. Pedro II de Luxemburgo \| \| \| \| \| \| \| \| \| \| \| \| \| \| \| \| \| \| \| \| \| \| \| \| \| \| \| \| \| \| \| \| \| \| \| \| \| \| \| \| \| \| \| \| \| \| \| \| \| \| \| \| \| \| 9. María de Luxemburgo \| \| \| \| \| \| \| \| \| \| \| \| \| \| \| \| \| \| \| \| \| \| \| \| \| \| \| \| \| \| \| \| \| \| \| \| \| \| \| \| \| \| \| \| \| \| \| \| \| \| \| \| \| \| 19. Margarita de Saboya \| \| \| \| \| \| \| \| \| \| \| \| \| \| \| \| \| \| \| \| \| \| \| \| \| \| \| \| \| \| \| \| \| \| \| \| \| \| \| \| \| \| \| \| \| \| \| \| \| \| \| \| \| \| 2. Antonio de Borbón \| \| \| \| \| \| \| \| \| \| \| \| \| \| \| \| \| \| \| \| \| \| \| \| \| \| \| \| \| \| \| \| \| \| \| \| \| \| \| \| \| \| \| \| \| \| \| \| \| \| \| \| \| \| 20. Juan II de Alençon \| \| \| \| \| \| \| \| \| \| \| \| \| \| \| \| \| \| \| \| \| \| \| \| \| \| \| \| \| \| \| \| \| \| \| \| \| \| \| \| \| \| \| \| \| \| \| \| \| \| \| \| \| \| 10. René de Alençon \| \| \| \| \| \| \| \| \| \| \| \| \| \| \| \| \| \| \| \| \| \| \| \| \| \| \| \| \| \| \| \| \| \| \| \| \| \| \| \| \| \| \| \| \| \| \| \| \| \| \| \| \| \| 21. María de Armagnac \| \| \| \| \| \| \| \| \| \| \| \| \| \| \| \| \| \| \| \| \| \| \| \| \| \| \| \| \| \| \| \| \| \| \| \| \| \| \| \| \| \| \| \| \| \| \| \| \| \| \| \| \| \| 5. Francisca de Alençon \| \| \| \| \| \| \| \| \| \| \| \| \| \| \| \| \| \| \| \| \| \| \| \| \| \| \| \| \| \| \| \| \| \| \| \| \| \| \| \| \| \| \| \| \| \| \| \| \| \| \| \| \| \| 22. Federico II de Vaudémont \| \| \| \| \| \| \| \| \| \| \| \| \| \| \| \| \| \| \| \| \| \| \| \| \| \| \| \| \| \| \| \| \| \| \| \| \| \| \| \| \| \| \| \| \| \| \| \| \| \| \| \| \| \| 11. Margarita de Lorena-Veaudémont \| \| \| \| \| \| \| \| \| \| \| \| \| \| \| \| \| \| \| \| \| \| \| \| \| \| \| \| \| \| \| \| \| \| \| \| \| \| \| \| \| \| \| \| \| \| \| \| \| \| \| \| \| \| 23. Yolanda de Anjou \| \| \| \| \| \| \| \| \| \| \| \| \| \| \| \| \| \| \| \| \| \| \| \| \| \| \| \| \| \| \| \| \| \| \| \| \| \| \| \| \| \| \| \| \| \| \| \| \| \| \| \| \| \| 1. Enrique IV de Francia \| \| \| \| \| \| \| \| \| \| \| \| \| \| \| \| \| \| \| \| \| \| \| \| \| \| \| \| \| \| \| \| \| \| \| \| \| \| \| \| \| \| \| \| \| \| \| \| \| \| \| \| \| \| 24. Alano de Albret \| \| \| \| \| \| \| \| \| \| \| \| \| \| \| \| \| \| \| \| \| \| \| \| \| \| \| \| \| \| \| \| \| \| \| \| \| \| \| \| \| \| \| \| \| \| \| \| \| \| \| \| \| \| 12. Juan III de Albret \| \| \| \| \| \| \| \| \| \| \| \| \| \| \| \| \| \| \| \| \| \| \| \| \| \| \| \| \| \| \| \| \| \| \| \| \| \| \| \| \| \| \| \| \| \| \| \| \| \| \| \| \| \| 25. Francisca de Châtillon \| \| \| \| \| \| \| \| \| \| \| \| \| \| \| \| \| \| \| \| \| \| \| \| \| \| \| \| \| \| \| \| \| \| \| \| \| \| \| \| \| \| \| \| \| \| \| \| \| \| \| \| \| \| 6. Enrique II de Albret \| \| \| \| \| \| \| \| \| \| \| \| \| \| \| \| \| \| \| \| \| \| \| \| \| \| \| \| \| \| \| \| \| \| \| \| \| \| \| \| \| \| \| \| \| \| \| \| \| \| \| \| \| \| 26. Gastón de Foix \| \| \| \| \| \| \| \| \| \| \| \| \| \| \| \| \| \| \| \| \| \| \| \| \| \| \| \| \| \| \| \| \| \| \| \| \| \| \| \| \| \| \| \| \| \| \| \| \| \| \| \| \| \| 13. Catalina de Foix \| \| \| \| \| \| \| \| \| \| \| \| \| \| \| \| \| \| \| \| \| \| \| \| \| \| \| \| \| \| \| \| \| \| \| \| \| \| \| \| \| \| \| \| \| \| \| \| \| \| \| \| \| \| 27. Magdalena de Francia \| \| \| \| \| \| \| \| \| \| \| \| \| \| \| \| \| \| \| \| \| \| \| \| \| \| \| \| \| \| \| \| \| \| \| \| \| \| \| \| \| \| \| \| \| \| \| \| \| \| \| \| \| \| 3. Juana III de Navarra \| \| \| \| \| \| \| \| \| \| \| \| \| \| \| \| \| \| \| \| \| \| \| \| \| \| \| \| \| \| \| \| \| \| \| \| \| \| \| \| \| \| \| \| \| \| \| \| \| \| \| \| \| \| 28. Juan de Orleans \| \| \| \| \| \| \| \| \| \| \| \| \| \| \| \| \| \| \| \| \| \| \| \| \| \| \| \| \| \| \| \| \| \| \| \| \| \| \| \| \| \| \| \| \| \| \| \| \| \| \| \| \| \| 14. Carlos de Orleans \| \| \| \| \| \| \| \| \| \| \| \| \| \| \| \| \| \| \| \| \| \| \| \| \| \| \| \| \| \| \| \| \| \| \| \| \| \| \| \| \| \| \| \| \| \| \| \| \| \| \| \| \| \| 29. Margarita de Rohan \| \| \| \| \| \| \| \| \| \| \| \| \| \| \| \| \| \| \| \| \| \| \| \| \| \| \| \| \| \| \| \| \| \| \| \| \| \| \| \| \| \| \| \| \| \| \| \| \| \| \| \| \| \| 7. Margarita de Angulema \| \| \| \| \| \| \| \| \| \| \| \| \| \| \| \| \| \| \| \| \| \| \| \| \| \| \| \| \| \| \| \| \| \| \| \| \| \| \| \| \| \| \| \| \| \| \| \| \| \| \| \| \| \| 30. Felipe II de Saboya \| \| \| \| \| \| \| \| \| \| \| \| \| \| \| \| \| \| \| \| \| \| \| \| \| \| \| \| \| \| \| \| \| \| \| \| \| \| \| \| \| \| \| \| \| \| \| \| \| \| \| \| \| \| 15. Luisa de Saboya \| \| \| \| \| \| \| \| \| \| \| \| \| \| \| \| \| \| \| \| \| \| \| \| \| \| \| \| \| \| \| \| \| \| \| \| \| \| \| \| \| \| \| \| \| \| \| \| \| \| \| \| \| \| 31. Margarita de Borbón \| \| \| \| \| \| \| \| \| \| \| \| \| \| \| \| \| \| \| \| \| \| \| \| \| \| \| \| \| \| \| \| \| \| \| \| \| \| \| \| \| \| \| \| \| \| \| \| \| \| \| \| |                                    |  |  |  |  |  |  |  |  |  |  |  |  |  |  |  |
| |                                    |  |  |  |  |  |  |  |  |  |  |  |  |  |  |  |
| | 16. Juan VIII de Vendôme           |  |  |  |  |  |  |  |  |  |  |  |  |  |  |  |
| |                                    |  |  |  |  |  |  |  |  |  |  |  |  |  |  |  |
| |                                    |  |  |  |  |  |  |  |  |  |  |  |  |  |  |  |
| | 8. Francisco de Vendôme            |  |  |  |  |  |  |  |  |  |  |  |  |  |  |  |
| |                                    |  |  |  |  |  |  |  |  |  |  |  |  |  |  |  |
| |                                    |  |  |  |  |  |  |  |  |  |  |  |  |  |  |  |
| | 17. Isabel de Beauvau              |  |  |  |  |  |  |  |  |  |  |  |  |  |  |  |
| |                                    |  |  |  |  |  |  |  |  |  |  |  |  |  |  |  |
| |                                    |  |  |  |  |  |  |  |  |  |  |  |  |  |  |  |
| | 4. Carlos IV de Borbón             |  |  |  |  |  |  |  |  |  |  |  |  |  |  |  |
| |                                    |  |  |  |  |  |  |  |  |  |  |  |  |  |  |  |
| |                                    |  |  |  |  |  |  |  |  |  |  |  |  |  |  |  |
| | 18. Pedro II de Luxemburgo         |  |  |  |  |  |  |  |  |  |  |  |  |  |  |  |
| |                                    |  |  |  |  |  |  |  |  |  |  |  |  |  |  |  |
| |                                    |  |  |  |  |  |  |  |  |  |  |  |  |  |  |  |
| | 9. María de Luxemburgo             |  |  |  |  |  |  |  |  |  |  |  |  |  |  |  |
| |                                    |  |  |  |  |  |  |  |  |  |  |  |  |  |  |  |
| |                                    |  |  |  |  |  |  |  |  |  |  |  |  |  |  |  |
| | 19. Margarita de Saboya            |  |  |  |  |  |  |  |  |  |  |  |  |  |  |  |
| |                                    |  |  |  |  |  |  |  |  |  |  |  |  |  |  |  |
| |                                    |  |  |  |  |  |  |  |  |  |  |  |  |  |  |  |
| | 2. Antonio de Borbón               |  |  |  |  |  |  |  |  |  |  |  |  |  |  |  |
| |                                    |  |  |  |  |  |  |  |  |  |  |  |  |  |  |  |
| |                                    |  |  |  |  |  |  |  |  |  |  |  |  |  |  |  |
| | 20. Juan II de Alençon             |  |  |  |  |  |  |  |  |  |  |  |  |  |  |  |
| |                                    |  |  |  |  |  |  |  |  |  |  |  |  |  |  |  |
| |                                    |  |  |  |  |  |  |  |  |  |  |  |  |  |  |  |
| | 10. René de Alençon                |  |  |  |  |  |  |  |  |  |  |  |  |  |  |  |
| |                                    |  |  |  |  |  |  |  |  |  |  |  |  |  |  |  |
| |                                    |  |  |  |  |  |  |  |  |  |  |  |  |  |  |  |
| | 21. María de Armagnac              |  |  |  |  |  |  |  |  |  |  |  |  |  |  |  |
| |                                    |  |  |  |  |  |  |  |  |  |  |  |  |  |  |  |
| |                                    |  |  |  |  |  |  |  |  |  |  |  |  |  |  |  |
| | 5. Francisca de Alençon            |  |  |  |  |  |  |  |  |  |  |  |  |  |  |  |
| |                                    |  |  |  |  |  |  |  |  |  |  |  |  |  |  |  |
| |                                    |  |  |  |  |  |  |  |  |  |  |  |  |  |  |  |
| | 22. Federico II de Vaudémont       |  |  |  |  |  |  |  |  |  |  |  |  |  |  |  |
| |                                    |  |  |  |  |  |  |  |  |  |  |  |  |  |  |  |
| |                                    |  |  |  |  |  |  |  |  |  |  |  |  |  |  |  |
| | 11. Margarita de Lorena-Veaudémont |  |  |  |  |  |  |  |  |  |  |  |  |  |  |  |
| |                                    |  |  |  |  |  |  |  |  |  |  |  |  |  |  |  |
| |                                    |  |  |  |  |  |  |  |  |  |  |  |  |  |  |  |
| | 23. Yolanda de Anjou               |  |  |  |  |  |  |  |  |  |  |  |  |  |  |  |
| |                                    |  |  |  |  |  |  |  |  |  |  |  |  |  |  |  |
| |                                    |  |  |  |  |  |  |  |  |  |  |  |  |  |  |  |
| | 1. Enrique IV de Francia           |  |  |  |  |  |  |  |  |  |  |  |  |  |  |  |
| |                                    |  |  |  |  |  |  |  |  |  |  |  |  |  |  |  |
| |                                    |  |  |  |  |  |  |  |  |  |  |  |  |  |  |  |
| | 24. Alano de Albret                |  |  |  |  |  |  |  |  |  |  |  |  |  |  |  |
| |                                    |  |  |  |  |  |  |  |  |  |  |  |  |  |  |  |
| |                                    |  |  |  |  |  |  |  |  |  |  |  |  |  |  |  |
| | 12. Juan III de Albret             |  |  |  |  |  |  |  |  |  |  |  |  |  |  |  |
| |                                    |  |  |  |  |  |  |  |  |  |  |  |  |  |  |  |
| |                                    |  |  |  |  |  |  |  |  |  |  |  |  |  |  |  |
| | 25. Francisca de Châtillon         |  |  |  |  |  |  |  |  |  |  |  |  |  |  |  |
| |                                    |  |  |  |  |  |  |  |  |  |  |  |  |  |  |  |
| |                                    |  |  |  |  |  |  |  |  |  |  |  |  |  |  |  |
| | 6. Enrique II de Albret            |  |  |  |  |  |  |  |  |  |  |  |  |  |  |  |
| |                                    |  |  |  |  |  |  |  |  |  |  |  |  |  |  |  |
| |                                    |  |  |  |  |  |  |  |  |  |  |  |  |  |  |  |
| | 26. Gastón de Foix                 |  |  |  |  |  |  |  |  |  |  |  |  |  |  |  |
| |                                    |  |  |  |  |  |  |  |  |  |  |  |  |  |  |  |
| |                                    |  |  |  |  |  |  |  |  |  |  |  |  |  |  |  |
| | 13. Catalina de Foix               |  |  |  |  |  |  |  |  |  |  |  |  |  |  |  |
| |                                    |  |  |  |  |  |  |  |  |  |  |  |  |  |  |  |
| |                                    |  |  |  |  |  |  |  |  |  |  |  |  |  |  |  |
| | 27. Magdalena de Francia           |  |  |  |  |  |  |  |  |  |  |  |  |  |  |  |
| |                                    |  |  |  |  |  |  |  |  |  |  |  |  |  |  |  |
| |                                    |  |  |  |  |  |  |  |  |  |  |  |  |  |  |  |
| | 3. Juana III de Navarra            |  |  |  |  |  |  |  |  |  |  |  |  |  |  |  |
| |                                    |  |  |  |  |  |  |  |  |  |  |  |  |  |  |  |
| |                                    |  |  |  |  |  |  |  |  |  |  |  |  |  |  |  |
| | 28. Juan de Orleans                |  |  |  |  |  |  |  |  |  |  |  |  |  |  |  |
| |                                    |  |  |  |  |  |  |  |  |  |  |  |  |  |  |  |
| |                                    |  |  |  |  |  |  |  |  |  |  |  |  |  |  |  |
| | 14. Carlos de Orleans              |  |  |  |  |  |  |  |  |  |  |  |  |  |  |  |
| |                                    |  |  |  |  |  |  |  |  |  |  |  |  |  |  |  |
| |                                    |  |  |  |  |  |  |  |  |  |  |  |  |  |  |  |
| | 29. Margarita de Rohan             |  |  |  |  |  |  |  |  |  |  |  |  |  |  |  |
| |                                    |  |  |  |  |  |  |  |  |  |  |  |  |  |  |  |
| |                                    |  |  |  |  |  |  |  |  |  |  |  |  |  |  |  |
| | 7. Margarita de Angulema           |  |  |  |  |  |  |  |  |  |  |  |  |  |  |  |
| |                                    |  |  |  |  |  |  |  |  |  |  |  |  |  |  |  |
| |                                    |  |  |  |  |  |  |  |  |  |  |  |  |  |  |  |
| | 30. Felipe II de Saboya            |  |  |  |  |  |  |  |  |  |  |  |  |  |  |  |
| |                                    |  |  |  |  |  |  |  |  |  |  |  |  |  |  |  |
| |                                    |  |  |  |  |  |  |  |  |  |  |  |  |  |  |  |
| | 15. Luisa de Saboya                |  |  |  |  |  |  |  |  |  |  |  |  |  |  |  |
| |                                    |  |  |  |  |  |  |  |  |  |  |  |  |  |  |  |
| |                                    |  |  |  |  |  |  |  |  |  |  |  |  |  |  |  |
| | 31. Margarita de Borbón            |  |  |  |  |  |  |  |  |  |  |  |  |  |  |  |
| |                                    |  |  |  |  |  |  |  |  |  |  |  |  |  |  |  |
| |                                    |  |  |  |  |  |  |  |  |  |  |  |  |  |  |  |

## Títulos
| Predecesora: Juana III de Navarra  | Rey de Navarra y Copríncipe de Andorra 1572-1610        | Sucesor: Luis II de Navarra y XIII de Francia |
| Predecesora: Juana III de Navarra  | Conde de Foix y Bigorra, y Vizconde de Bearne 1572-1610 | Sucesor: Luis II de Navarra y XIII de Francia |
| Predecesor: Enrique III de Francia | Rey de Francia 1589-1610                                | Sucesor: Luis II de Navarra y XIII de Francia |
| Predecesor: Antonio de Borbón      | Duque de Borbón 1562-1589                               | Sucesor: - inclusión en la Corona francesa -  |
| Predecesor: Antonio de Borbón      | Duque de Vendôme 1562-1589                              | Sucesor: César de Vendôme                     |